# Dubovka (Psáře)
Dubovka (Duits: Dubowka of Dubowka bei Psarsche) is een Tsjechische plaats in de gemeente Psáře, regio Midden-Bohemen, en maakt deel uit van het district Benešov. Het dorp ligt op 2,5 kilometer afstand van Psáře.
Dubovka telt 8 inwoners (2021).

## Geschiedenis
De eerste schriftelijke vermelding van het dorp dateert van 1471.
Sinds 1960 is Dubovka volledig ondergebracht bij het district Benešov.

## Verkeer en vervoer

### Autowegen
Er leidt een regionale weg naar het dorp. Ook snelweg D1 loopt in de buurt van het dorp.

### Spoorlijnen
Er is geen station in Dubovka. Het dichtstbijzijnde station is in Vlašim, op zo'n dertien kilometer afstand. Dat station ligt aan de spoorlijn van Praag naar Benešov en Vlašim.

### Buslijnen
Er is geen bushalte in het dorp. De dichtstbijzijnde bushalte is in Psáře, op anderhalve kilometer afstand:
| Halte          | Lijn(en) | Traject(en)                       | Vervoerder(s)             |
| -------------- | -------- | --------------------------------- | ------------------------- |
| Psáře, Veselka | 483 487  | Vlašim - Chocerady Vlašim - Kolín | CŠAD Benešov CŠAD Polkost |

## Bezienswaardigheden
- Monumentale klokkentoren op het dorpsplein

## Galerij

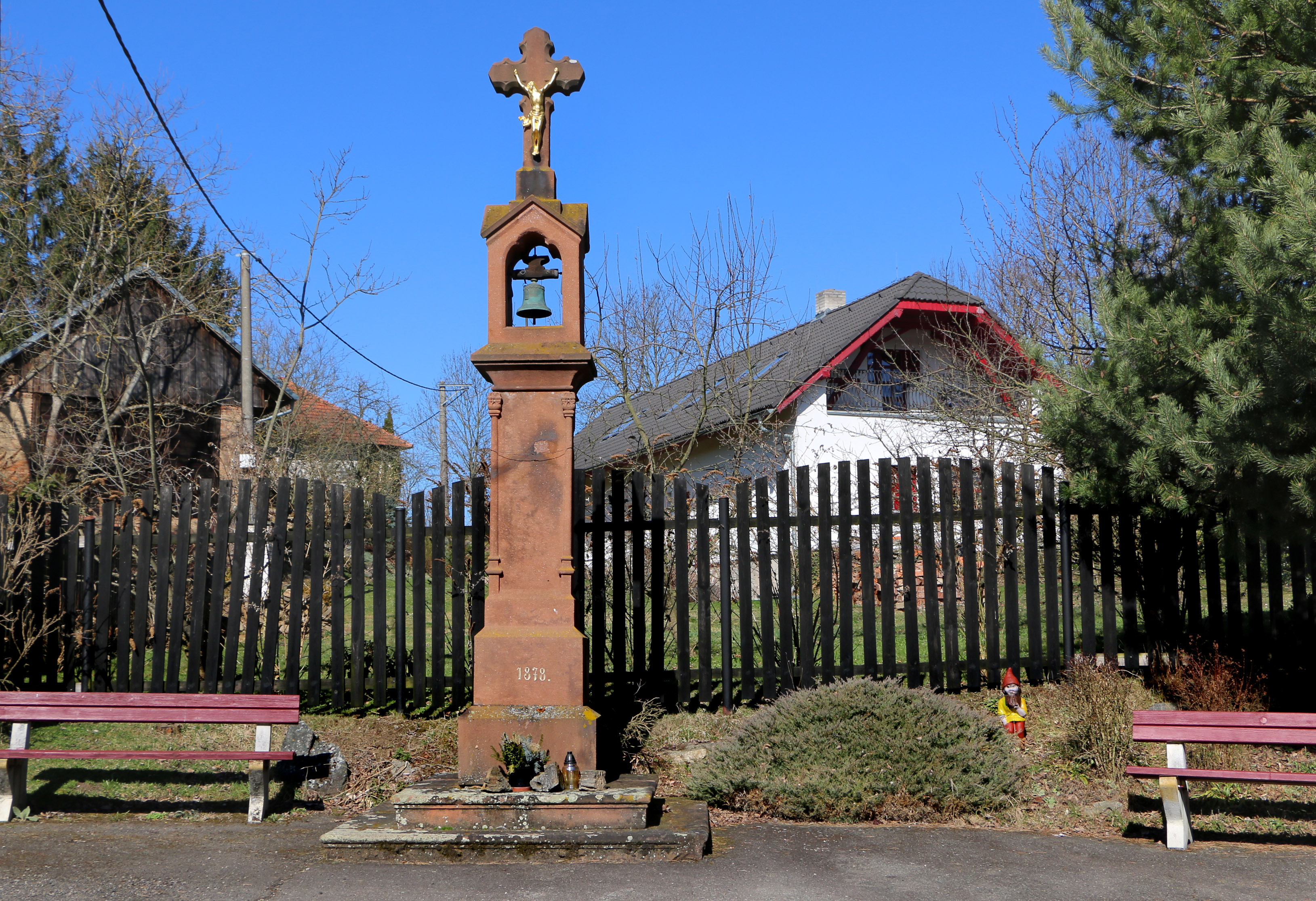
Monumentale klokkentoren (2018)
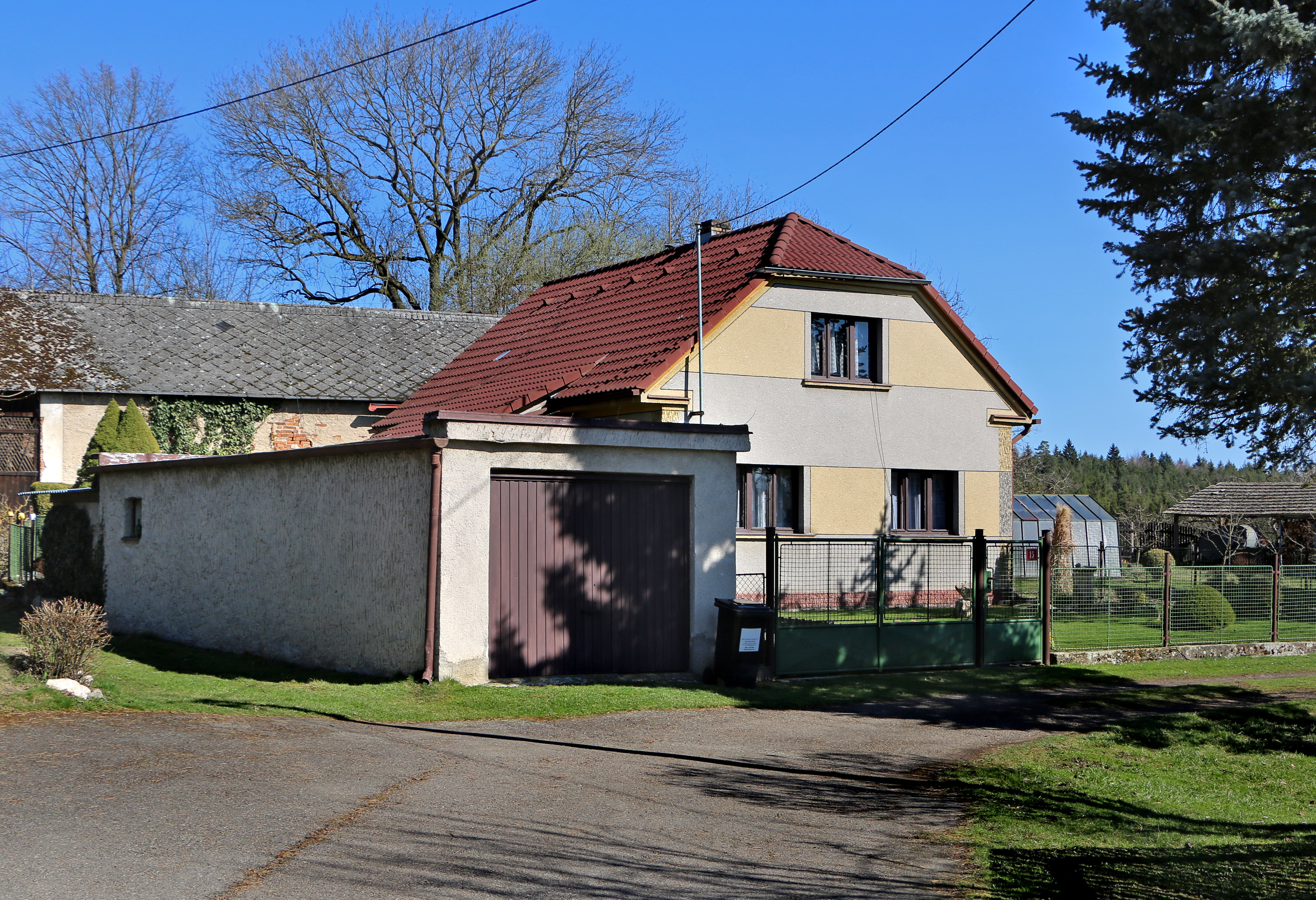
Huis in het dorp (2018)